# Parole (Linguistik)
Parole ist die französische Bezeichnung, die Ferdinand de Saussure für die Rede, die individuelle Sprachverwendung (performance im Sinne von Noam Chomsky), gewählt hat. Auch die Sprechakt-Theorie von John Langshaw Austin benutzt diesen Begriff.
Bei Saussure ist der Gegenbegriff die Langue, die Sprache – aufgefasst als System –, als Ausformung der langage, der menschlichen Sprechfähigkeit. Im de Saussureschen Strukturalismus steht die langue für das Soziale, die parole für das Individuelle.
- Beispiel: Der Ausdruck hier und jetzt niedergeschrieben „Beispiel:“ ist eine parole, d. h. eine individuelle, konkrete, raum-zeitlich bestimmte, empirisch feststellbare und individuelle Äußerung (eines konkreten Wikipedia-Bearbeiters) bzw. deren konkretes Produkt und eine Realisierung des Systems der deutschen Sprache (d. h. der langue) (konkret die Verwendung des im deutschen Wortschatz befindlichen Lexems Beispiel in Verbindung mit „:“) in Ausübung menschlicher Sprachfähigkeit (langage).